# Best of Strix Q
Best of Strix Q är ett samlingsalbum av Strix Q. Den släpptes 1989.